# Цаль, Петер-Пауль
Петер-Пауль Цаль (нем. Peter-Paul Zahl; 14 марта 1944, Фрайбург-им-Брайсгау, Третий рейх — 24 января 2011, Порт-Антонио, Ямайка) — немецкий писатель, поэт, драматург, переводчик, издатель и режиссёр-постановщик анархо-либертарианец по взглядам. Видный представитель западногерманской леворадикальной сцены; член редакции журнала «Агит-883». Лауреат литературных премий за плутовской роман «Счастливчики» (1980) и криминальный роман «Прекрасный человек» (1995).
По приглашению Нового движения ДЖУЭЛ прибыл на Гренаду для организации там театра; выслан с острова после падения правительства Мориса Бишопа и североамериканского вторжения. По рекомендации Эрнесто Карденаля некоторое время обучал актёров и постановщиков в культурном центре СФНО в Блуфилдсе.

## Переводы
- Victor Serge. Geburt unserer Macht (Naissance de notre force). 1976. ISBN 3-920385-93-4
- Otto René Castillo. Selbst unter der Bitterkeit (Aun bajo la amargura). 1983. ISBN 3-923872-00-3
- Ramón José Sender. Sieben rote Sonntage (Siete Domingos rojos). 1991. ISBN 3-85869-063-5